# Nieuwe Raadhuis van Wrocław

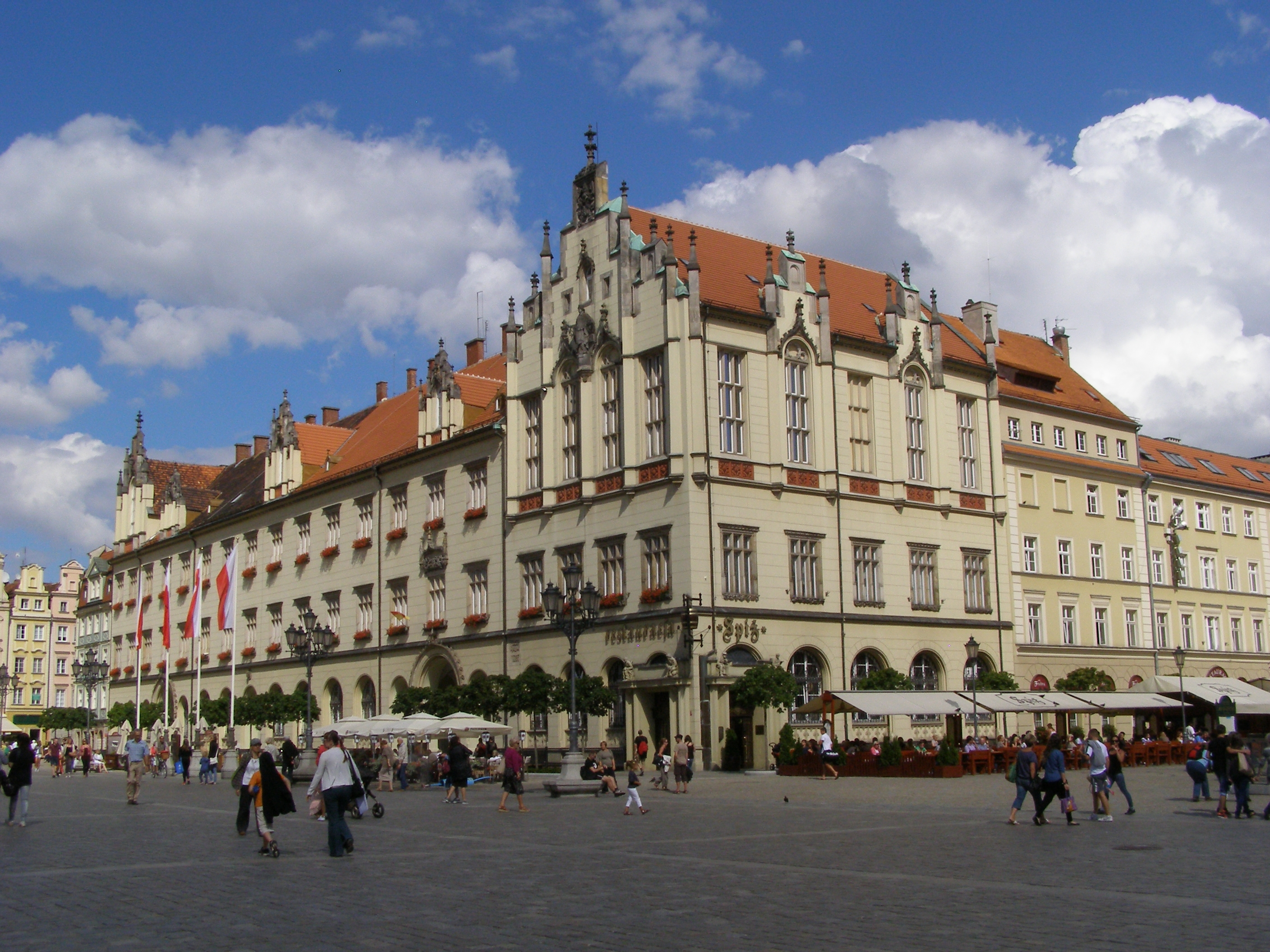
Nieuwe Raadhuis van Wrocław

Het Nieuwe Raadhuis van Wrocław (Pools: Now Ratusz we Wrocławiu, Duits: Neues Breslauer Rathaus) is een gebouw in de Poolse stad Wrocław (tot 1945 Breslau). Het gebouw kwam tot stand in de jaren zestig van de negentiende eeuw. 
Door de sterke bevolkingsgroei van de stad, was het oude raadhuis niet meer geschikt als stadhuis. Het werd gebouwd aan de zuidwestkant van de Grote Ring, waarvoorheen het Leinwandhaus stond. De Pruisische architect Friedrich August Stüler ontwierp het gebouwd in neogotiek en neorenaissance. Na de afbraak van het Leinwandhaus tussen november 1859 en februari 1860 werd begonnen met de bouw, die in 1864 voltooid werd. 